# Іштван Варга
Іштван Варга (також Іштван Варґа, угор. Varga István); (15 березня 1943, Мезехедеш) — угорський дипломат. Надзвичайний і Повноважний Посол Угорщини в Україні.

## Життєпис
Закінчив Сегедський університет.
З 1977 року — старший референт, заступник начальника управління МЗС Угорщини.
У 1978—1984 рр. — співробітник посольства Угорщини в Німецькій Демократичній Республіці.
У 1989—1990 рр. — співробітник посольства Угорщини в СРСР.
У 1991—1992 рр. — генеральний консул Угорщини у Санкт-Петербурзі.
У 1992—1995 рр. — Надзвичайний і Повноважний Посол Угорської Республіки в Києві.